# Hardan (Ninawa)
Hardan (arabisch حردان) ist ein jesidisches Dorf im Norden des Irak. Das Dorf liegt im Distrikt Sindschar nördlich des Dschabal Sindschar im Gouvernement Ninawa. Der Ort gehört zu den umstrittenen Gebieten des Nordiraks.

## Geschichte
Am 3. August 2014 eroberten Kämpfer des Islamischen Staats das Dorf und vertrieben die jesidische Bevölkerung. Dabei wurden sie von Sunniten aus den Nachbardörfern unterstützt. Am 19. Dezember 2015 gelang kurdischen Peschmerga die Rückeroberung. Beim Ausheben von Verteidigungsstellungen fand man mehrere Massengräber. Man vermutet, dass es sich bei den Toten um 530 vermisste Bewohner des Dorfes handelt. Vor dem Überfall lebten 200 Familien in Hardan. Etwa 7000 Jesiden sollen in den ersten Augusttagen 2014 in Hardan und den umliegenden Dörfern ermordet worden sein.